# عبد الواحد بيدين
عبد الواحد أ. بيدين (7 نيسان / أبريل 1925 - 2 شباط / فبراير 1999) هو محامي فلبيني كان قاضيًا مشاركا في المحكمة العليا للفلبين. عينه الرئيس كورازون أكينو في عام 1987. وكان أول مسلم فلبيني يضاف اسمه إلى مقاعد البدلاء في البلاد.

## النشأة
ولد بيدين في منطقة تاوي تاوي، أنهى دراسته الثانوية في سولو. وقد قاتل مع حركة المقاومة الفلبينية ضد الاحتلال الياباني خلال الحرب العالمية الثانية،وأكمل دراسته الجامعية في  جامعة الفلبين على نفقة الحكومة، وحصل على دبلوم قانون من كلية الحقوق في الجامعة.
عاد بيدين إلى سولو وعمل لعدة سنوات القليلة  في مكتب المحاماة الخاص به. من 1956 إلى 1959، كان عضوًا منتخبًا في مجلس مقاطعة سولو.

## الوظائف القضائية
ودخل بيدين السلطة القضائية في عام 1968 عندما عين قاضيًا في مدينة زامبوانغا. واستشهدة به نقابة محامين الفلبين المتكاملة بوصفه قاضيًا في المحكمة الابتدائية العليا لعام 1979.
وفي عام 1983، عين بيدين في محكمة الاستئناف المتوسطة (المعروفة الآن باسم محكمة الاستئناف). وكان قاضي معاون هناك إلى أن رفع إلى المحكمة العليا في 12 كانون الثاني / يناير 1987. وعمل بيدين في المحكمة العليا لمدة ثماني سنوات حتى وصل إلى سن التقاعد الإلزامي  70 عام في نيسان / أبريل 1995.
وتوفي بيدين بعد ذلك بأربع سنوات بعد تقاعده من المحكمة في 2 شباط / فبراير 1999.